# Ма Січун
Ма Січун (кит.: 馬希崇; піньїнь: Mǎ Xīchóng; нар. 912) — останній правитель держави Чу періоду п'яти династій і десяти держав.

## Життєпис
Був одним з численних синів засновника держави Ма Їня. За правління свого попередника займався найважливішими державними справами. Зайняв трон, поваливши Ма Сіє та заславши його зі столиці.
Ма Січун був поганим правителем і не мав підтримки серед військовиків і чиновників. Тож у листопаді 951 року правитель Південної Тан Лі Цзін, номінальний сюзерен Чу, відрядив на Чаншу 10-тисячне військо. 16 листопада Ма Січун відчинив браму столиці перед військами Південної Тан, і ті ввійшли до міста. Таким чином держава Чу припинила своє існування.
Після цього Ма Січун з родиною були вислані з Чанші. Рік його смерті наразі невідомий.